# رینری
رینری(به چینی: 人日) به معنی روز انسان به طور خاص به هفتمین روز نخستین ماه تقویم چینی یا هفتمین روز سال نوی چینی اشاره دارد. بر اساس سنت و اسطوره چینی، انسان در این روز آفریده شد. این روز، نه تنها در چین، بلکه در تمام کشورهایی که از فرهنگ چینی تأثیر پذیرفته‌اند، جشن گرفته می‌شود.

## ریشه اسطوره‌ای
بر اساس کتاب پرسش‌ها و پاسخ‌ها بر آداب و رسوم (چینی:答問禮俗說) نوشته دونگ شون در عصر جین، برترین حیوانات در هفت روز پیاپی به ترتیب مرغ، سگ، گراز، گوسفند، گاو، اسب و در نهایت انسان آفریده شدند. بر اساس کتاب پیشگویی (چینی:占書) در روز هشتم، غلات و گیاهان گندمی آفریده شدند.(به همین دلیل در روز هشتم، کشاورزان محصولات کشاورزی را به نمایش می گذارند)؛ هر یک از این روزها به ترتیب زادروز حیوانات هفتگانه دانسته می‌شود، همچنان که چینی‌ها در هر روز با حیوان آن روز مهربان هستند. بر اساس اسطوره چینی، نووا، ایزدبانوی چینی که جهان را آفرید، حیوانات را در روزهای مختلف آفرید، و آدمی را در روز هفتم پس از آفرینش جهان خلق کرد.